# Itami
Itami (japanisch 伊丹市, -shi) ist eine Stadt in der Präfektur Hyōgo in Japan und ein Vorort von Osaka.

## Geschichte
In der Mitte der Sengoku-Periode wurde das Zentrum Itamis zu einer wohlhabenden Stadt, die später sich zu einem Zentrum für Sake-Brauereien entwickelte. Ihr Name war Itami-go (Stadt von Itami) und sie war bekannt als die einzige japanische Stadt innerhalb einer Burganlage – normalerweise befinden sich japanische Burgen außerhalb von städtischen Gebieten. Itami-go war ein Teil der Arioka-Burg, die von Araki Murashige unter der Herrschaft von Oda Nobunaga verwaltet wurde. Nach dem Aufstand und der Niederlage Arakis wurde die Burg zerstört.
Die heutige Stadt wurde am 10. November 1940 gegründet. Große Teile der Stadt wurden während des großen Hanshin-Erdbebens 1995 zerstört, die jedoch schnell wiedererbaut wurden.
Einige Historiker behaupten, dass Itami als erstes das Produktionsverfahren nach Seishu (清酒) verwendete und somit den klaren Sake erfunden habe.

## Sehenswürdigkeiten

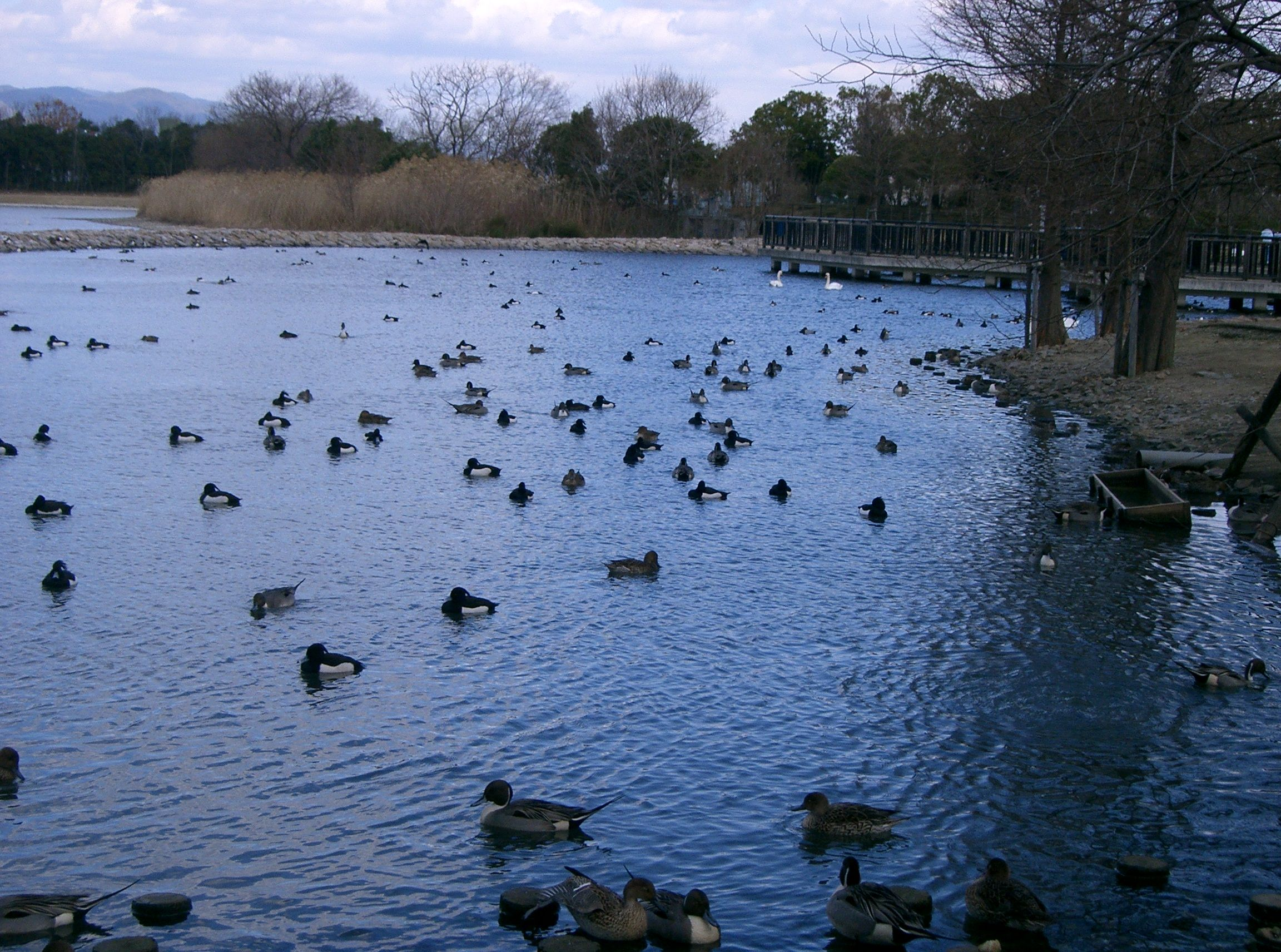
Teich im Koyaike-Park

Die Stadt ist unter anderem für den Koyaike-Park berühmt, der in einem kreisrunden Teich ein Modell der japanischen Inselgruppe zeigt.

## Verkehr
Der Großteil des Flughafens Osaka-Itami befindet sich in Itami, weshalb er in der Regel Flughafen Itami genannt wird. Er ist der größte Inlandsflughafen Osakas, der internationale Flugverkehr wird jedoch seit 1994 über den Kansai International Airport abgewickelt.

## Städtepartnerschaften
- Hasselt, Belgien – seit 1985
- Foshan, China – seit 1985

## Angrenzende Städte und Gemeinden
- Takarazuka
- Kawanishi
- Nishinomiya
- Amagasaki
- Ikeda
- Toyonaka

## Söhne und Töchter der Stadt
- Yōko Minamino (* 1967), Sängerin und Schauspielerin
- Keisuke Ogawa (* 1986), Fußballspieler
- Uejima Onitsura (1661–1738), Dichter
- Mamoru Takuma (1964–2004), Massenmörder
- Masahiro Tanaka (* 1988), Baseballspieler
- Aiko Uemura (* 1979), Freestyle-Skierin